# Meinisberg
Meinisberg (Frans (verouderd): Montmenil) is een gemeente en plaats in het Zwitserse kanton Bern, en maakt deel uit van het district Biel/Bienne.
Meinisberg telt 1.318 inwoners.